# ساي فيري (لاعب كرة قاعدة)
ساي فيري (بالإنجليزية: Cy Ferry)‏ هو لاعب كرة قاعدة أمريكي، ولد في 27 سبتمبر 1878 في هدسون في الولايات المتحدة، وتوفي في 27 سبتمبر 1938 في بيتسفيلد في الولايات المتحدة.

## وصلات خارجية
- ساي فيري على موقعبيزبول رفرنس.كوم (الدوري الرئيسي) (الإنجليزية)
- ساي فيري على موقعبيزبول رفرنس.كوم (الدوري الثانوي) (الإنجليزية)